# Arthur Porges
Pour les articles homonymes, voir Porges.
Arthur Porges, né le 20 août 1915 à Chicago en Illinois et mort le 12 mai 2006 à Pacific Grove, est un écrivain américain de nouvelles policières et de science-fiction.

## Biographie
Son père, né Podgursky, est un juif de Pologne qui émigre aux États-Unis où il adopte le nom de Porges. Le jeune Arthur perd sa mère à l'âge de neuf ans. Alors que son frère, Irwin, se destine aux arts, signe une biographie de Edgar Rice Burroughs, le créateur de Tarzan, et devient pianiste professionnel, Arthur fait des études en mathématiques et participe à la Seconde Guerre mondiale comme instructeur sur une base militaire de Californie. Professeur de mathématiques à l'Illinois Institute of Technology jusqu'en 1975, il rédige une grande quantité d'articles techniques et scientifiques pour des revues spécialisées.  
À partir de 1951, en marge de son enseignement et de ses activités universitaires, il amorce la publication de nouvelles de science-fiction novatrices, aux ressorts narratifs souvent terrifiants, que rehaussent de solides données scientifiques. Il est connu pour avoir écrit environ 70 nouvelles de science-fiction ou de fantastique considérées comme des classiques, ainsi que des ouvrages de fantasy. Il est notamment l'auteur des nouvelles Les Rats (1950), La Mouche (1952) et Le Ruum (1953). 
À partir du milieu des années 1950, il se tourne progressivement vers la production de nouvelles policières, souvent teintées d'anticipation scientifique, qu'il signe parfois des pseudonymes Peter Arthur ou Pat Rogers.  Cette partie de sa production, la plus vaste, compte plus de cent soixante textes. Dans plusieurs d'entre eux, il emploie un de ses héros récurrents, tous des savants de haut vol, qui tente, en tandem avec un policier professionnel, de résoudre une énigme où un astucieux criminel use d'une découverte scientifique pour masquer son forfait.  On dénombre plusieurs duos ainsi formés, notamment le pathologiste Joël Hoffman et le lieutenant Ader ;  le scientifique et paraplégique Cyriak Skinner Grey et le lieutenant Task ; l'historien et sociologue Ulysse Price Middlebie et le sergent Black... Pendant cette même période et jusqu'à sa mort, Porges publie également des parodies de Sherlock Holmes avec son Stately Homes et donne une série de nouvelles fort estimées sur des problèmes en chambre close et de crimes impossibles. 
Le manque de reconnaissance dont est victime Arthur Porges aux États-Unis, comme en France, est notamment dû au fait que la majeure partie de son travail est parue en revue, sans connaître de publication en volume, hormis des anthologies thématiques.

## Œuvre

### Nouvelles de science-fiction et de fantastique
- Modeled in Clay (1950)
- The Rats (1951) Publié en français sous le titre Les Rats, Paris, Opta, Fiction no 12, novembre 1954
- Eight Legged Monster (1952)
- The Fly (1952) Publié en français sous le titre La Mouche, Paris, Opta, Fiction no 1, octobre 1953 ; réédition dans Les Chefs-d'œuvre de l'épouvante, Paris, Planète, 1965
- Story Conference (1953) Publié en français sous le titre L'auteur en savait trop, Paris, Opta, Fiction no 33, août 1956 ; réédition sous le titre Une leçon d’écriture dans Histoires à rebours de La Grande Anthologie de la science-fiction, série 1, vol. 11, Paris, Le Livre de poche no 3773, 1984
- Strange Birth (1953)
- Mop-Up (1953)
- The Ruum (1953) Publié en français sous le titre Le Ruum, Paris, Opta, Fiction no 5, avril 1954 ; réédition dans Les Chefs-d'œuvre de la science-fiction, Paris, Planète, 1970 ; réédition dans Histoires de machines de La Grande Anthologie de la science-fiction, série 1, vol. 6, Paris, Le Livre de poche no 3768, 1974
- The Liberator (1954) Publié en français sous le titre Le Libérateur, Paris, Opta, Fiction no 6, mai 1954 ; réédition dans Histoires fausses de La Grande Anthologie de la science-fiction, série 2, vol. 17, Paris, Le Livre de poche no 3814, 1984
- The Unwilling Pofessor (1954) Publié en français sous le titre Le Professeur récalcitrant, Paris, Éditions Scientifiques et Littéraires, Satellite no 34, mai 1961
- $1.98 Publié en français sous le titre 1 dollar 98, Paris, Opta, Fiction no 15, février 1955 ; réédition dans La Dimension fantastique, vol. 3, Paris, Librio no 271, 1999
- The Devil and Simon Flagg (1954) Publié en français sous le titre Simon Flagg et le diable, Paris, Opta, Fiction no 19, juin 1955
- The Grom (1954) Publié en français sous le titre Le Grom, Paris, Opta, Fiction no 23, octobre 1955 ; réédition dans Vampire Story, Paris, Fleuve noir, coll. Super Poche no 17, 1994
- Emergency Operation (1956) Publié en français sous le titre Micro-opération, Paris, Opta, Fiction no 40, mars 1957
- The Tidings (1955) Publié en français sous le titre L'homme est un loup..., Paris, Opta, Fiction no 41, avril 1957
- The Box (1955)
- The Black Tyrant (1955)
- By a Fluke (1955) Publié en français sous le titre Journal d'un parasite, Paris, Opta, Fiction no 54, mai 1958
- The Logic of Rufus Weir (1955) Publié en français sous le titre On demande cobayes..., Paris, Opta, Fiction no 35, octobre 1956
- Guilty as Charged (1955)
- The Entity (1955)
- Reconstruction (1956)
- Emergency Operation (1956)
- Masterpiece (1956)
- Seeds of Death (1956
- Whirlpool (1957)
- I Meet My Love Again (1957)
- What Crouches in the Deep (1959)
- The Forerunner (1959)
- The Shakespeare Manuscript (1959)
- Security (1959)
- Off His Rocket (1960)
- In the Tomb (1960)
- A Specimen for the Queen (1960), suite de la nouvelle The Ruum Publié en français sous le titre Un spécimen pour la reine, Paris, Opta, Fiction no 84, novembre 1960
- Josephus (1960)
- Nightquake, nouvelle signée Pat Rogers (1960)
- The Fiftieth Year of April (1960)
- The Crime of Mr. Sauer (1960)
- The Auto Hawks (1960)
- Words and Music (1960)
- A Diversion for the Baron (1960)
- The Menelas (1960)
- The Radio (1960), nouvelle signée Peter Arthur
- Degree Candidate (1961), nouvelle signée Peter Arthur
- Dr. Blackadder's Clients (1961)
- Revenge (1961)
- The Man Who Had Everything (1961)
- The Other Side (1961)
- Mulberry Moon (1961)
- The Arrogant Vampire (1961)
- One Bad Habit (1961)
- Solomon's Demon (1961)
- Report on the Magic Shop (1961)
- Stalemate (1961)
- Mr. Kang vs. the Demon (1961), nouvelle signée Maxwell Trent
- The Rescuer (1962)
- A Devil of the Day (1962)
- The Mozart Annuity (1962)
- Third Sister (1962)
- The Topper (1963)
- Throught Channels (1963)
- The Formula (1963)
- Controlled Experiment (1963)
- Bet with a Witch (1963)
- Problem Child (1964)
- Time Bomb (1964)
- Alien (1964), nouvelle signée Art Porges
- Urned Reprieve (1964)
- The Moths (1964)
- The Fanatic (1964)
- Wheeler Dealer (1965)
- Ensign de Ruyter: Dreamer (1965)
- Return Trip (1965)
- The Good Seed (1965)
- Turning Point (1965) Publié en français sous le titre Le Tournant décisif, Paris, Opta, Fiction no 150, mai 1966
- Dusty Answer (1965)
- Pressure (1966)
- Last Gasp (1966)
- Priceless Possession (1966)
- The Mirror (1966)
- The Dragon of Tesla (1968)
- The Man Who Wouldn't Eat (1977)
- The Oddmedod (1987) Publié en français sous le titre Le Croque-mitaine, Paris, Opta, Fiction no 395, mars 1988
- A Scary Printout (1989)
- Mystery and Magic on the Steppe (1990)
- Movie Show (1999)
- Swamp Demon (2002)
- A Quartet of Mini-Fantasies (2003)
- Luz (2003)
- By the Light of the Day (2004)
- Born Bad (2005)
- What I Owe to Rick (2005)
- Brain Slug (2008)
- The Mannering Report (2010), nouvelle posthume

### SérieDrHoffman et Lieutenant Ader
- Dead Drunk (1959) Publié en français sous le titre L'alcool tue, Paris, Opta, Alfred Hitchcock Magazine no 23, mars 1963 ; réédition dans Histoires à faire froid dans le dos, Paris, Presses-Pocket no 2115, 1983
- Sheep Among Wolves (1959) Publié en français sous le titre L'Agneau parmi les loups, Paris, Opta, Alfred Hitchcock Magazine no 24, avril 1963
- Horse-Collar Homicide (1960)
- Circle in the Dust (1960) Publié en français sous le titre Le Cercle dans la poussière, Paris, Opta, Alfred Hitchcock Magazine no 26, juin 1963
- No Killer Has Wings (1961) Publié en français sous le titre Les assassins n'ont pas d'ailes, Paris, Opta, Alfred Hitchcock Magazine no 59, mars 1966 ; réédition dans Histoires de mort et d'humour, Paris, LGF, Le Livre de poche no 3007, 1988 ; réédition dans 20 mystères de chambres closes, Paris, Losfeld, Terrain Vague, 1988
- A Puzzle in Sand (1961)

### SérieUlysses Price Middlebie et le sergent Black
- These Daisies Told (1962) Publié en français sous le titre Le Langage des fleurs, dans Histoires à faire peur, Paris, Le Livre de poche no 2203, 1967 ; réédition, Paris, Pocket no 2369, 1987
- The Missing Bow (1963)
- Small Round Man from Texas (1964)
- Blood Will Tell (1964) Publié en français sous le titre La Voix du sang, Paris, Opta, Alfred Hitchcock Magazine no 147, août 1973 ; réédition de la même traduction sous le titre Son sang ne saurait mentir, dans Histoires pour passer le temps, Paris, LGF, Le Livre de poche no 6721, 1990
- Coffee Break (1964) Publié en français sous le titre Tire la chevillette..., Paris, Opta, Alfred Hitchcock Magazine no 52, août 1965 ; réédition dans 25 histoires de chambres closes, Nantes, L'Atalante, 1997
- Symmetrical Murder (1964)

### SérieCyriack Skinner Grey et le lieutenant Task
- The Scientifist and the Bagful of Water (1965)
- The Scientifist and the Wife Killer (1966) Publié en français sous le titre Le Tueur d'épouses, Paris, Opta, Mystère Magazine no 229, février 1967
- The Scientifist and the Vanished Weapon (1966)
- The Scientifist and the Obscene Crime (1966)
- The Scientifist and the Multiple Murder (1967)
- The Scientifist and the Invisible Safe (1967)
- The Scientifist and the Two Thieves (1974)
- The Scientifist and the Time Bomb (1974)
- The Scientifist and the Platinium Chain (1974)
- The Scientifist and the Exterminator (1974)
- The Scientifist and the Stolen Rembrandt (1975) Publié en français sous le titre Le Rembrandt volé, Paris, LGF, Hitchcock Magazine, deuxième série no 27, avril 1991 ; réédition dans Un sale tour d'écrou, Paris, Librairie des Champs-Élysées, coll. Le Club des Masques no 1015, 1992
- The Scientifist and the Poisoner (2009)
- The Scientifist and the Heavenly Alibi (2009)
- The Scientifist and the One-Word Clue (2009)

### SérieStately Homes
- Her Last Bow ; or, An Adventure of Stately Homes (1957) Publié en français sous le titre Le Dernier Coup d'archet de Miss Marple, dans Mémorial, Paris, Clancier-Guénaud, coll. Facettes du romans policier et du roman noir no 8, 1982
- Another Adventure of Stately Homes (1961) Publié en français sous le titre Un problème insoluble, dans Nouveau Mémorial de Sherlock Holmes, Paris, Terre de Brume, coll. Terres mystérieuses no 6, 2004
- Stately Homes... and the Box (1965)
- The Singular Affair of the Aluminium Crutch (1988)
- Stately Homes and the Invisible Slasher (2001)
- Stately Homes and the Blunt Instrument (2002)
- Stately Homes and the Invisible Giant (2003)
- Stately Homes and the Impossible Shoot (2004)
- Stately Homes and the Cutthroat Ghost (2004)

### Autres nouvelles policières
- Killer Submarine (1954)
- The Diamond (1956)
- Chi-ca'-go (1958), en collaboration avec Francis Raymond Publié en français sous le titre Chi-ca-go, Paris, Fayard, Le Saint détective magazine no 56, octobre 1959
- Sheep Among Wolves (1959) Publié en français sous le titre L'Agneau parmi les loups, Paris, Opta, Alfred Hitchcock Magazine no 24, avril 1964
- A Small Favor (1960)
- The Fanatical Ford (1960) Publié en français sous le titre Une voiture vindicative, Paris, Opta, Alfred Hitchcock Magazine no 27, juillet 1963 ; réédition dans Suspense à tombeau ouvert, Paris, Opta, coll. Club du livre policier no 3003, 1964
- The Unnatural Cause (1960)
- Heat (1960)
- The Stalkers (1960)
- The Pit and the Bottle (1961)
- The Game of Death (1961)
- Ride on a Tiger (1961)
- Perfect Pitcher (1961)
- Brillant Career (1961)
- A Slight Miscalculation (1961)
- The Drum Major (1962) Publié en français sous le titre Le Maître des tambours, dans Histoires à vous glacer le sang, Paris, Pocket no 2117, 1984 ; réédition dans 100 nouvelles histoires extraordinaires, Éditions Omnibus, 1994
- First Degree Murder (1962)
- Match for a Killer (1962) Publié en français sous le titre Face à un tueur, Paris, Opta, Alfred Hitchcock Magazine no 38, juin 1964
- Salamander (1962) Publié en français sous le titre La Salamandre, Paris, Opta, Alfred Hitchcock Magazine no 18, octobre 1962 ; réédition dans Histoires macabres, Paris, LGF, Le Livre de poche no 3003, 1988
- Do You Believe in Astrology? (1962) Publié en français sous le titre Croyez-vous à l'astrologie ?, Paris, Opta, Mystère Magazine no 181, février 1963
- A Little Knowledge (1962) Publié en français sous le titre On ne peut pas tout savoir, Paris, Opta, Alfred Hitchcock Magazine no 20, décembre 1962
- Con Doll (1962)
- Secret Vice (1962)
- Gals or Galileo? (1962) Publié en français sous le titre Galilée l'avait prévu, Paris, Opta, Alfred Hitchcock Magazine no 30, octobre 1963 Publié en français dans une autre traduction sous le titre La Chute des corps, dans Histoires riches en surprises, Paris, LGF, Le Livre de poche no 3006, 1988
- Lust Means Big Trouble (1962)
- The Unguarded Path (1962)
- Birds of the Feather (1962) Publié en français sous le titre Le Perroquet du vautour, Paris, Opta, Alfred Hitchcock Magazine no 40, août 1964 ; réédition dans Histoires troublantes, Paris, LGF, Le Livre de poche no 3008, 1988
- Volonteer (1963)
- Yellow Jacket (1963)
- Shot in the Dark (1963) Publié en français sous le titre Meurtre dans la nuit, Paris, Opta, Alfred Hitchcock Magazine no 36, avril 1964
- Pattern (1963)
- My Name is Markheim (1963) Publié en français sous le titre Chantages en série, Paris, Opta, Alfred Hitchcock Magazine no 35, mars 1964
- To Young to Live (1963)
- Love and Death (1963)
- The Big Jump (1963)
- Change of Heart (1963)
- The Interrupted Call (1963) Publié en français sous le titre La Communication interrompue', Paris, Fayard, Le Saint détective magazine no 110, avril 1964
- Murder Slick as a Whistle (1963)
- The Devil Will Surely Come (1963) Publié en français sous le titre Les Pas du diable, Paris, Opta, Mystère Magazine no 198, juillet 1964
- The Message (1963)
- The Trappers (1963)
- A Change for the Better (1963)
- The Insolvable Crime (1964) Publié en français sous le titre Une affaire insoluble, Paris, Opta, Mystère Magazine no 202, novembre 1964 ; réédition Les Meilleures Histoires de chambres closes, Paris, Minerve, 1985
- The Snarl of a Leopard (1964)
- To Barbecue a White Elephant (1964) Publié en français sous le titre Comment faire griller un mouton à quatre pattes, Paris, Opta, Alfred Hitchcock Magazine no 90, novembre 1968
- The Telltale Eye (1964)
- A Model Crime (1964)
- Born to Save (1964)
- Crisis in the White House (1964)
- Cool Wife (1964)
- Irresistible Attraction (1964)
- The English Village Mystery (1964)
- The Price of a Princess (1964)
- The Birthdays Murders (1965)
- The Perillous Road (1965) Publié en français sous le titre La Folle Route, Paris, Opta, Alfred Hitchcock Magazine no 77, juin 1954
- The Missing Miles (1965)
- Death from the Sky (1965)
- Stung (1965) Publié en français sous le titre La Guêpe et la Mégère, Paris, Opta, Alfred Hitchcock Magazine no 82, novembre 1954 ; réédition de la même traduction sous le titre Pique et pique et drôle de drame, dans Histoires renversantes, Paris, Pocket no 2360, 1985
- The Fiery Patriot (1965)
- Day or Night? (1965)
- Skin Game (1965)
- The Indian Diamond Mystery (1965)
- The Perfect Wife (1965)
- Out to Kill, (1965)
- Murder in Haste (1965)
- Chain Smoker (1965)
- Lester Uses His Head (1965)
- The Room (1965)
- Leaf the Lucky (1965)
- Dressed to Kill (1965)
- A Civilised Community (1965)
- The Creep Brigade (1965)
- The 60-Minute Egg (1965), nouvelle signée Derek Page
- The Emperor's Dogs (1965), nouvelle signée Abel Jacobi
- The Glint (1965)
- The Angry Eagles (1965)
- The Crime (1965)
- Bank Night (1966)
- Bad Noose (1966) Publié en français sous le titre Mutations, dans Histoires qui font tilt, Paris, Pocket no 2361, 1985
- The Toadstool Pigeon (1966)
- Swan Song (1966)
- The Deadly Cherub (1966)
- Murder on Video Tape (1966)
- Invasion of Privacy (1966)
- The White Cloud (1966)
- Whose Torso (1966)
- In Compartment 813 (1966)
- The Print (1966)
- Jamie Zeroes In (1966) Publié en français sous le titre Jamie intervient, dans Histoires à sang pour sang, Paris, LGF, Le Livre de poche no 6698, 1989
- Wrong Turning (1966)
- Again the Chameleon (1966)
- Incredible Encounter (1966)
- Ricochet (1966)
- The Good Citizen (1966)
- Private Beachhead (1966)
- Breath of Suspicion (1967)
- The Missing Body (1967)
- A Message for Aunt Lucy (1967)
- The Invisible Tomb (1967) Publié en français sous le titre La Tombe invisible, Paris, Opta, Anthologie du Suspense no 5, 1967 Publié en français dans une autre traduction sous le titre La Tombe invisible, Paris, LGF, Hitchcock Magazine, deuxième série no 25, février 1991 ; réédition dans Un sport de bon rapport, Paris, Librairie des Champs-Élysées, coll. Le Club des Masques no 1016, 1992
- The Deadly Bore (1967)
- The Bet (1967)
- A Sticky Case (1967)
- The Cunning Cacher (1967)
- The False Face ou Reason (1967)
- Murder a Priest (1967) Publié en français sous le titre Comment assassiner un prêtre?, dans 20 défis à l'impossible, Paris, L'Atalante, 2002
- The Noose of a Beagle ou Smell of Murder (1967)
- The Lonesome Game (1968)
- The Silent Death (1968)
- The Second Debut (1968)
- Lost Gun (1971)
- Puddle (1972) Publié en français sous le titre Flaques, dans Histoires ciblées, Paris, Pocket no 2823, 1988
- The Missing Pistol (1975)
- Pit of Despair (1975)
- Fire for Peace (1975)
- A Talent to Burn (1975)
- Thursday Puch (1975)
- Impassable Gulf (1975)
- The Beloved Object (1986) Publié en français sous le titre La Chose aimée, dans Histoires délicieusement délictueuses, Paris, LGF, Le Livre de poche no 9500, 1993
- Two Lunchdates With Destiny (1990) Publié en français sous le titre Déjeuners avec le destin, Paris, LGF, Hitchcock Magazine, deuxième série no 28, mai 1991 ; réédition dans La Crème du crime, Paris, Librairie des Champs-Élysées, coll. Le Club des Masques no 1018, 1995
- The Only Survivor (1994)
- Aunt Rutabaga (1995)
- Five Finger Exercise (1996)
- The Micodot Puzzle (1997)
- The Most Dangerous Animal in the World (1999)
- Informing the Mole (2005)